# Одной левой
«Одной левой» — российская комедия режиссёров Армена Ананикяна и Виталия Рейнгеверца. Страна — Россия. Фильм произведён компанией Fresh Film при поддержке «Фонда кино», выделившего 25 миллионов рублей на возвратной основе и 30 на безвозвратной. В кинотеатрах премьера состоялась 7 мая 2015 года. Кинодебют певицы Полины Гагариной в качестве актрисы.
Телевизионная премьера прошла 11 декабря 2015 года на телеканале «СТС».

## Сюжет
Успешный скульптор Максим пользуется большой популярностью, и его работы известны среди состоятельных людей. Он известен как ловелас и казанова, но в один день его жизнь резко изменилась. В его руку вселилась душа девушки по имени Софи. Она — полная противоположность Максиму. Им приходится как-то уживаться вместе, пока Максим не придумает, как вернуть девушку в своё тело.

## В ролях
- Дмитрий Нагиев — Максим
- Полина Гагарина — Софи Серебрякова
- Роман Ладнев — Федот, приятель Максима
- Константин Крюков — Денис, жених Софи
- Михаил Галустян — Георгий Сергеевич Гродман
- Ян Цапник — доктор
- Наталья Костенёва — Вика, медсестра
- Константин Юшкевич — врач-невропатолог
- Илана Исакжанова — Марина, помощница Софи
- Ольга Дроздова — тайновидец
- Екатерина Берлинская — Барби
- Дарья Храмцова — дама с собачкой
- Алексей Ягудин — камео
- Геннадий Шершаков — санитар
- Максим Киселёв — гражданин, потерявший полис

## Критика
Дарья Лошакова, «Weburg»:

Заметно, что создатели яро желали выпустить концептуальную российскую комедию. На деле смотреть на истории в духе «а что будет, если…» надоело уже на триквеле проекта «Любовь-морковь». У нас регулярно меняются телами, превращаются в привидений, путешествуют во времени, стареют, молодеют, увеличиваются, уменьшаются, прыгают из возраста в возраст — большинство идей для российских комедий с медийными лицами именно такие. И мы не будем писать, что это уже надоело, мы готовы кричать об этом.

Александр Чекулаев, «Петербургский телезритель»:

Понятно, что тут у нас не тонкая комедия Вуди Аллена, а грубая клоунада, в которой Дмитрий Нагиев, актёр, безусловно, талантливый, убедительно изображает симптомы раздвоения личности. Проблема в том, что даже его убойная харизма не в состоянии уравновесить бредовость происходящего на экране. <…> …нам предлагается сольный номер звезды «Физрука», бьющегося в припадках навязанной шизофрении. Это просто не работает на длинной дистанции. Короткометражка — куда ни шло. Но смотреть на стереотипы битвы полов в исполнении одного Нагиева битых полтора часа? <…> Хотя спасибо, что персонаж Полины Гагариной выступает во плоти лишь в начале и конце фильма. Каким бы «левым» не был фильм «Одной левой», то, как играет звезда эстрады — ещё «левее», чем вы могли бы себе представить.

Андрей Митрофанов, «Амурская правда»:

«Одной левой» — очередной продукт, которому суждено исчезнуть из зрительской памяти в рекордные сроки, при работе над которым старался только один человек. Имя ему — Дмитрий Нагиев, очередной пик популярности которого сегодня переживает российская аудитория. <…> В «Одной левой» основная ставка сделана на нагиевский талант и опыт, позволяющие актёру даже самый бездарный текст переработать, обыграть и обогатить. Этим он и занимается, однако безуспешно в масштабах картины, сделанной продюсером не менее бездарного и всеми забытого самым естественным образом «Подарка с характером», усевшимся на этот раз в режиссёрское кресло.

Лидия Маслова, «Коммерсантъ»:

…герой «Одной левой» напоминает небезызвестного Олега Евгеньевича из телесериала «Физрук», хотя он не бывший бандит и никчёмный осколок 1990-х, а вполне успешный скульптор… <…> К сожалению, продуктивная идея с переселением женской души в мужскую руку как следует не развита многочисленным коллективом сценаристов, но в целом этот 80-минутный эскиз фильма вполне годится к употреблению как короткое свидание с Дмитрием Нагиевым для тех, кто ждёт не дождётся третьего сезона «Физрука».

Борис Иванов, «Film.ru»:

…эта романтическая комедия нарушает фундаментальный закон жанра: двое главных героев должны присутствовать на экране и романтично общаться. Как именно общаться, не суть важно. <…> Но даже если герои не видят друг друга (помните «Питер FM»?), зрители должны видеть их лица. Потому что любовь убеждает, когда она видна в глазах, а не только в словах и поступках. <…> В «Одной левой» же героиня Полины Гагариной появляется на экране лишь в самом начале и в самом конце фильма… <…> Всё остальное время на экране лишь Дмитрий Нагиев, который «романтически общается» со своей правой рукой. Простите, но это не романтика, а мастурбация. Да и что романтичного в том, как Максим взаимодействует с «Софи»? Они ведут себя не как постепенно влюбляющиеся друг в друга люди, а как давно женатая и искреннее ненавидящая друг друга пара. <…> Гэги же и вовсе на уровне младшей группы детского сада. Хотя, когда в конце картины «юмор» исчезает начисто, потому что «Одной левой» пытается завершиться на нравоучительной и сентиментально-жизнеутверждающей ноте, о его отсутствии быстро начинаешь жалеть. Потому что сантименты авторам картины даются ещё хуже, чем приколы.